# Road to Avonlea
Road to Avonlea is een televisieserie van het Canadese CBC, Disney Channel en Telefilm Canada. De serie startte in 1990 en werd na 7 seizoenen en 91 afleveringen stopgezet in 1996. In 1998 verscheen nog een reüniefilm "An Avonlea Christmas". De serie was te zien op het Vlaamse VTM en werd in 2013 herhaald op Vitaya. In Nederland werd de serie in het verleden uitgezonden door de Evangelische Omroep, SBS6, Family7 en New Faith Network. Toen de serie bekend begon te worden, waren er verschillende beroemde acteurs die graag een gastrol wilden hebben, zoals: Michael York, Christopher Reeve, Christopher Lloyd, Faye Dunaway, Ned Beatty, Dianne Wiest, Diana Rigg, Ryan Gosling, Peter Coyote en anderen. Al deze acteurs speelden in slechts één aflevering mee. Michael York was de enige die als 'captain Ezekiel Crane' in meerdere (twee) afleveringen meespeelde.

## Achtergrond
Schrijfster Lucy Maud Montgomery schreef in 1908 het boek Anne of Green Gables ("Anne van het Groene Huis") en enkele boeken die als sequels gezien kunnen worden. Daarnaast schreef ze ook nog enkele kortverhalen: "The Story Girl", "The Golden Road", "Chronicles of Avonlea" en "Further Chronicles of Avonlea". Deze kortverhalen gaan verder in op bepaalde gebeurtenissen of families uit de eerste reeks en zijn dus spin-offs.
De eerste boekenreeks werd enkele keren verfilmd. Een van die films werd in 1985 gemaakt door Kevin Sullivan: Anne of Green Gables (1985). In 1987 bracht Sullivan een vervolg uit: Anne of Green Gables: The Sequel. Sullivan besloot daarna om een langlopende televisieserie te maken. Het resultaat was "Road to Avonlea", dat gebaseerd is op de boekenreeks en de bijhorende kortverhalen. Na stopzetting van de serie kwam er in 1998 nog een reüniefilm: An Avonlea Christmas.

## Verhaal
De serie speelt zich af tussen 1903 en 1912. Sara Stanley woont in het Canadese Montreal. Ze is de dochter van een rijke industrieel, Blair Stanley. Haar moeder, Ruth Stanley, stierf toen ze nog een kleuter was. Wanneer Sara tien jaar is, besluit haar vader haar naar (het fictieve) Avonlea te sturen. Daar wonen nog twee ongetrouwde zussen van haar moeder: Hetty en Olivia King. Avonlea is een kleine, eenvoudige dorpsgemeenschap die vooral uit agrariërs bestaat. Tijdens de eerste seizoenen ligt de focus vooral op Sara en hoe zij haar nieuwe omgeving ervaart. Daarna richt de serie zich ook op de familie King in het algemeen. Nadat Sara uit de reeks verdwijnt, gaan de verhaallijnen over bijna alle inwoners van Avonlea.

## Personages

### Hoofdpersonages
| Acteur                       | Personage              | Rolbeschrijving |
| ---------------------------- | ---------------------- | --- |
| Sarah Polley                 | Sara Stanley           | Sara is een avontuurlijk tienjarig meisje dat opgroeide in het Canadese Montreal. Nadat haar moeder stierf, werd ze opgevoed door kinderoppas Louisa J. Banks. Wanneer Sara tien jaar oud is, krijgt haar vader ernstige financiële problemen. Daarom besluit hij Sara en Louisa voor onbepaalde tijd naar Avonlea te sturen. Daar wonen Sara's ongetrouwde tantes Hetty en Olivia. Hoewel Louisa meegaat, is zij niet langer de kinderoppas. Sara wordt nu opgevoed door Hetty en Olivia. Haar nieuwe omgeving vraagt om een groot aanpassingsvermogen van Sara: de mensen zijn zeer gelovig, er is zo goed als geen luxe, veel zaken worden nog zelf gemaakt in plaats van gekocht. Op oudere leeftijd begint Sara op zoek te gaan naar een vriendje. Dit veroorzaakt een grote controverse in het conservatieve stadje, omdat vriendje, de zoon van de nieuwe dominee, nogal een vrijgevochten leven leidt waarin muziek en dans een grote rol spelen. Op een bepaald moment verlaat Sara Avonlea voor enige tijd. Bij terugkomst blijkt dat Louisa en tante Hetty al hebben besloten hoe de verdere toekomst van Sara er zal uitzien. Sara heeft echter haar eigen dromen. Ze wil schrijfster worden en had al een prestigieuze school in Parijs aangeschreven, die haar inmiddels al had geaccepteerd. Uiteindelijk geven Louisa en Hetty hun plannen op en laten Sara vertrekken. Sara komt nog een keer terug naar Avonlea om het huwelijk van haar jeugdvriendin Felicity bij te wonen. In de reüniefilm wordt ze alleen nog genoemd. |
| Jackie Burroughs             | Henrietta "Hetty" King | Hetty is een doodernstige, norse schooljuffrouw van middelbare leeftijd. Als oudste van de familie King is zij het familiehoofd. Ze woont samen met haar zus Olivia. Op een dag komt haar nichtje Sara ook bij hen wonen. Uiteraard ontstaan er strubbelingen tussen de actieve, goedlachse Sara en de ietwat stuurse Hetty. Hetty blijkt al enkele succesvolle boeken op de markt te hebben gebracht onder het pseudoniem 'H. E. LeRoy' (Frans voor 'koning' - 'King'). Wanneer Clive Pettibone naar Avonlea komt om les te geven aan de plaatselijke school, stopt Hetty tijdelijk met lesgeven om zich te kunnen focussen op een nieuw boek. Nadat Sara naar Europa vertrekt, trekt Rachel Lynde met de tieners Davey en Dora (een tweeling) bij haar in. In de reüniefilm heeft Hetty een goedaardige tumor en ze overleeft een risicovolle operatie. |
| Mag Ruffman                  | Olivia King            | Olivia is de hartelijke, optimistische tante van Sara. Ze is de jongste van de familie King. Ze woont samen met haar zuster Hetty. Op een dag komt ook haar nichtje Sara inwonen. In tegenstelling tot Hetty heeft Olivia bijna geen problemen met het avontuurlijke ondeugende gedrag van Sara. Olivia is heel sociaal en veel verhaallijnen gaan dan ook over haar en haar relatie met de andere inwoners van Avonlea. Olivia werkt voor de lokale krant. Zo ontmoet ze fotograaf Jasper Dale met wie ze trouwt. Samen krijgen ze een zoon Montgomery. Ze starten een bedrijf in conservenmiddelen. Wanneer een van de werkneemsters sterft, adopteren ze haar baby Alicia. In het laatste seizoen brandt het bedrijf gedeeltelijk af. Olivia heeft nog een dubbelganger: de dochter van mevrouw Lawson. (Ruffman speelde beide rollen) In de reüniefilm blijkt Jasper in Londen te verblijven. Hij had de intentie om naar Avonlea af te reizen, maar miste zijn schip. Omdat hij niet op het feest aanwezig is, begint Olivia over haar huwelijk te twijfelen. Nadat ze per post een muziekdoosje van haar man ontvangt, beseft ze dat ze nog van hem houdt. Ze beslissen om Avonlea te verlaten en starten een nieuw leven in Londen. |
| Cedric Smith                 | Alec King              | Alec is de broer van Olivia en Hetty en dusdanig ook de oom van Sara. Hij heeft naast het huis van zijn zussen een boerderij. Hij is getrouwd met Janet met wie hij vier kinderen heeft: Felicity, Felix, Cecily en Daniel. |
| Lally Cadeau                 | Janet King             | Janet is de vrouw van Alec. Ze is de moeder van Felicity, Felix, Cecily en Daniel. Ze heeft nog een zus Abigail. |
| Gema Zamprogna               | Felicity King          | Felicity is de oudste dochter van Alec en Janet. Hoewel ze niet veel ouder is dan Sara denkt ze dat ze volwassen genoeg is om heel wat verantwoordelijkheden op zich te nemen. Ook commandeert ze regelmatig over haar broers, zussen en Sara. Echter weet ze niet wat ze later wil worden: huisvrouw, schooljuffrouw of dokter. Uiteindelijk gaat ze als verpleegster werken in het plaatselijke vondelingenhuis. Felicity wordt verliefd op zwerver Gus Pike. Gus wordt als vermist opgegeven na een schipbreuk. Uiteindelijk vindt Felicity hem nog levend, maar door het ongeval is Gus nu blind. In de laatste aflevering trouwt het koppel. In de reüniefilm gaat Gus de strijd aan met zijn blindheid. Na een ingreep krijgt hij zijn zicht terug. Felicity wordt zwanger van hun eerste kind. |
| Zachary Bennett              | Felix King             | Felix is de oudste zoon van Alec en Janet. Hij is een ondeugende jongen die daardoor veel in problemen geraakt. Felix wordt later bevriend met Izzy. Zij is dochter van mevrouw Pettibone die Hetty opvolgt als schooljuffrouw. |
| Harmony Cramp Molly Atkinson | Cecily King            | Cecily (initeel gespeeld door Harmony Cramp) is de jongste dochter van Alec en Janet. Ze is een stil type. Wanneer bij haar tuberculose wordt vastgesteld, reist ze naar de Verenigde Staten voor een behandeling. Na haar terugkomst (nu gespeeld door Molly Atkinson) toont ze veel interesse in het boerderijleven. Omdat Felix deze interesse niet heeft, beslist Alec dat Cecily later de boerderij krijgt. |
| diverse kinderen             | Daniel King            | Hij is de jongste zoon van Alec en Janet die op het einde van seizoen 2 wordt geboren. |

### Recurrente nevenpersonages
| Acteur                          | Personage               | Rolbeschrijving |
| ------------------------------- | ----------------------- | --- |
| Patricia Hamilton               | Rachel Lynde            | Rachel is de lokale bemoeial en vindt van zichzelf dat ze de moraal in Avonlea moet bewaken. Ze vult haar dagen dan ook met het 'bespioneren' van de andere inwoners en geeft hen berispingen zodra er iets gebeurt wat volgens haar niet kan. Ze woont samen met Marilla Cuthbert. Wanneer een ver familielid van Marilla sterft, wordt zij (Marilla) aangewezen als voogd van Davy en Dora Keith. De kinderen komen bij haar wonen tot aan haar dood. Rachel wordt dan aangewezen als nieuwe voogd. Nadat Rachel een beroerte krijgt, gaat ze bij Hetty wonen. Ze neemt de kinderen mee. |
| Michael Mahonen                 | Gus Pike                | Gus is een jonge zwerver die tijdens de eerste seizoenen beetje bij beetje respect begint te krijgen van de inwoners van Avonlea. Hij start een relatie met Felicity. Op een dag ontmoet hij samen met Felicity een bloemenverkoopster die zijn doodgewaande moeder blijkt te zijn. Hij wordt weer zeevaarder, zijn schip vergaat voor de kust van Charleston en Gus wordt als vermist opgegeven. Felicity en Hetty vinden hem uiteindelijk in Charleston na een mysterieus telefoontje uit die stad. Door het ongeluk is hij blind geworden. Daarom wil hij niet gevonden worden door Felicity, want hij wil niet dat zij uit medelijden met hem trouwt. Felicity en Hetty kunnen hem echter overreden en nemen hem mee naar Avonlea. In de reüniefilm wordt Gus geopereerd waardoor hij langzaam maar zeker zijn zicht terugkrijgt. Ook trouwt hij met Felicity. |
| Kay Tremblay                    | Eliza Ward              | Ze is de groottante van Janet en Abigail. Ze is een excentrieke vrouw die zich meermaals overbluft. In de eerste seizoenen komt ze regelmatig op bezoek bij haar familie. Later gaat ze bij Janet en Alec inwonen, maar haar bemoeienissen leiden ertoe dat de familie een afkeer van haar krijgt. |
| R.H. Thomson                    | Jasper Dale             | Jasper is een verlegen, stamelende fotograaf en uitvinder. Hij trouwt met Olivia. Ze starten samen een conservenfabriek op (zij blikken krab in). Wanneer een vrouwelijke werkneemster haar baby bij hen te vondeling legt en vertrekt, adopteren ze de baby. Tijdens het laatste seizoen brandt hun fabriek geheel af en krijgen ze geen lening meer om de fabriek te herbouwen. In de reünieaflevering blijkt dat Jasper in Londen vastzit omdat hij de boot miste. Omdat hij in Avonlea niet opdaagt, denkt Olivia eerst dat hij dat bewust gedaan heeft. Uiteindelijk komt alles goed. |
| Colleen Dewhurst                | Marilla Cuthbert        | Marilla is de beste vriendin van Rachel. Haar dochter is Anne Shirley. Wanneer haar verre nicht Mary Keith sterft, beslist Marilla om haar kinderen Davy en Dora over te laten brengen naar Avonlea. Nadat Marilla plots sterft, wordt Rachel Lynde de nieuwe voogd. Rachel krijgt echter een beroerte en kan niet meer zelfstandig leven. Daarom trekt ze in bij Hetty King en neemt de kinderen mee. |
| Joel Blake                      | Andrew King             | Andrew zien we in de eerste twee seizoenen. Hij was de zoon van Alec Kings broer Roger King. Hij was dus het neefje van de kinderen van Alec en Janet King. Andrew is enig kind en een echte studiebol. In het begin mogen Felicity en Felix hem niet. Andrew en Sara kunnen het goed met elkaar vinden. Zij halen samen enkele grappen uit met Felix en Felicity. In het tweede seizoen komt zijn vader op bezoek. Hij aanvaardt een baan aan de Dalhousie Universiteit en neemt Andrew uiteindelijk weer mee. |
| Kyle Labine                     | Davy Keith              | Davy is een verre neef van Marilla. Hij komt met zus Dora bij haar inwonen nadat ze wezen worden. Davy is een luidruchtige, speelse jongen. Nadat Marilla sterft, wordt Rachel Lynde de nieuwe voogd. Wanneer Rachel een beroerte krijgt, gaat ze inwonen bij Hetty en neemt Davy en Dora mee. Het is al snel duidelijk dat Davy en Hetty niet met elkaar kunnen opschieten. |
| Ashley Muscroft Lindsay Murrell | Dora Keith              | Dora is de zus van David. Nadat ze wezen worden, worden ze opgevoed door Marilla, daarna door Rachel en nog later door Hetty. In tegenstelling tot Davy is ze welgemanierd. |
| Marilyn Lightstone              | Muriel Stacy Pettibone  | Muriel Stacy is bij start van de reeks een schooljuffrouw. Tot ongenoegen van Hetty wordt ze gepromoveerd tot schoolinspectrice van een groter gebied en verlaat daardoor Avonlea. Later keert ze terug en neemt ze de winkel van de familie Lawsons over. Ze trouwt met Clive Pettibone. |
| David Fox                       | Clive Pettibone         | Weduwnaar Clive keert met zijn drie kinderen terug naar Avonlea om schoolmeester te worden. Hij zal Hetty vervangen die beslist heeft om schrijfster te worden. Hij was een kolonel en is daardoor extreem strikt en disciplinair. Hij verwacht van de schoolkinderen eenzelfde discipline, maar moet inzien dat dat niet zal lukken. Later blijkt dat hij al langer samenwerkte met Hetty en dat ze al enkele succesvolle boeken hebben uitgebracht onder een pseudoniem. Uiteindelijk trouwt Clive met Muriel Pettibone. |
| Heather Brown                   | Isolde "Izzy" Pettibone | Izzy is een wildebras en jongste dochter van Clive Pettibone. Ze wordt al snel bevriend met Felix King. Tijdens haar kinderjaren wou ze generaal worden in het Britse leger. Ze heeft nog twee oudere broers: Morgan en Arthur. |
| Zachary Ansley                  | Arthur Pettibone        | Arthur is een zoon van Clive. Hij is een pak ouder dan zijn broer Morgan en zus Izzy. In het begin verwijt hij zijn vader dat hij niet aanwezig was toen zijn moeder stierf. Hij wordt verliefd op Felicity en wordt daardoor een rivaal van Gus. Arthur studeerde voor dierenarts, maar gaf dat later op om medicijnen te studeren (menselijke geneeskunde). Dat is te zien in de film Happy Christmas Miss King (An Avonlea Christmas). |
| Maja Ardal                      | Clara Potts             | Clara behoort tezamen met Eulalie tot de dorpsroddelaarsters. Ze heeft het goed voor met Felicity, dit tot groot ongenoegen van haar eigen dochter Sally. |
| Barbara Hamilton                | Eulalie Bugle           | Eulalie behoort tezamen met Clara Potts tot de dorpsroddelaarsters. |
| Susan Cox                       | Peg Bowen               | Peg is een kruidenvrouwtje die op een afgelegen plek woont. Ze wordt 'de heks van Avonlea' genoemd. |